# Епархия Мангалора
Епархия Мангалора (лат. Dioecesis Mangalorensis) — епархия Римско-Католической церкви c центром в городе Мангалор, Индия. Епархия Мангалора входит в митрополию Бангалора. Кафедральным собором епархии Мангалора является церковь Пресвятой Девы Марии Розария.

## История
13 марта 1853 года Святой Престол учредил апостольский викариат Мангалора, выделив его из апостольского викариата Вераполи (сегодня — Архиепархия Вераполи).
1 сентября 1886 года Римский папа Лев XIII издал буллу Humanae salutis, которой преобразовал апостольский викариат Мангалора в епархию.
12 июня 1923 года епархия Мангалора передала часть своей территории для возведения новой епархии Каликута.
16 июля 2012 года епархия Мангалора передала часть своей территории для образования новой епархии Удупи.
Ежегодно 8 сентября индийские католики епархии Мангалора совершают Фестиваль Монти, посвящённый Рождеству Пресвятой Девы Марии. 

## Ординарии епархии
- епископ Michele Antonio Anfossi (15.03.1853 — 1870);
- епископ Ephrem-Edouard-Lucien-Théoponte Garrelon (3.06.1870 — 11.04.1873);
  - Sede vacante (1873—1878);
- епископ Nicola Maria Pagani (1878 — 30.04.1895);
- епископ Abbondio Cavadini (26.11.1895 — 26.03.1910);
- епископ Paolo Carlo Perini (17.08.1910 — 12.06.1923) — назначен епископом Каликута;
  - Sede vacante (1923—1928);
- епископ Valeriano Giuseppe de Souza (14.01.1928 — 14.08.1930);
- епископ Vittore Rosario Fernandes (16.05.1931 — 4.01.1956);
- епископ Basil Salvador Theodore Peres (4.01.1956 — 24.04.1958);
- епископ Raymond D’Mello (5.02.1959 — 21.04.1964) — назначен епископом Аллахабада;
- епископ Basil Salvadore D’Souza (22.03.1965 — 5.09.1996);
- епископ Aloysius Paul D’Souza (8.11.1996 — по настоящее время).

## Источник
- Annuario Pontificio, Libreria Editrice Vaticana, Città del Vaticano, 2003, ISBN 88-209-7422-3
- Булла Humanae salutis  (итал.)